# Palm Springs
Palm Springs é uma cidade localizada no estado norte-americano da Califórnia, no condado de Riverside. Foi incorporada em 20 de abril de 1938. Situa-se na cabeceira do Vale de Coachella, e encontra-se rodeada por altos picos que frequentemente são cobertos de neve durante a estação fria. O seu nome deriva dos vários oásis da região, nos quais encontra-se um grande números de palmeiras da espécie Washingtonia filifera.
A cidade tem um clima desértico com altíssimas temperaturas durante o verão (média máxima diária acima de 40 °C). No inverno, porém, torna-se estância climática, com dias ensolarados e amenos. Nesta época atrai grandes números de golfistas e outros turistas que se hospedam nos seus muitos hotéis de luxo.

## Geografia
De acordo com o United States Census Bureau, a cidade tem uma área de 246 km², onde 243,8 km² estão cobertos por terra e 2,2 km² por água.

### Clima
Palm Springs tem clima desértico com temperaturas extremamente altas no verão e amenas no inverno. A precipitação não ultrapassa os 150 mm anuais.
Temperaturas oscilam entre 24 °C e 42 °C no Verão, podendo ultrapassar os 45 °C, sendo que a maior temperatura já registrada na cidade foi de 51 °C. No outono temos temperaturas entre 11 °C e 26 °C e na Primavera os dias vão ficando cada vez mais quentes depois do final do mês de Maio, sendo que as marcas oscilam entre 17 °C e 35 °C. No inverno, Palm Springs é estância muito popular, com temperaturas entre 7 °C e 22 °C.

## Demografia
Segundo o censo nacional de 2010, a sua população é de 44 552 habitantes e sua densidade populacional é de 4 204,57 hab/km². É a cidade que, em 10 anos, menos cresceu no condado de Riverside. Possui 34 794 residências, que resulta em uma densidade de 142,73 residências/km².